# USA Pro Cycling Challenge
L'USA Pro Cycling Challenge, Tour del Colorado o The Quiznos Challenge va ser una cursa ciclista que es disputava anualment a l'estat del Colorado, als Estats Units. La primera edició es disputà el 2011. Inicialment presentada el 4 d'agost de 2010 pel governador del Colorado Bill Ritter i Lance Armstrong com a Quiznos Pro Challenge, la cursa volia continuar la tradició ciclista de l'estat que deixà la Coors Classic entre 1980 i 1988.
Des del primer moment la cursa s'integrà al calendari de l'UCI Amèrica Tour, amb una categoria 2.1, però a partir del 2012 passà a tenir una categoria 2.HC.

## Palmarès
| Any  | Vencedor              | Segon                 | Tercer             |
| ---- | --------------------- | --------------------- | ------------------ |
| 2011 | Levi Leipheimer       | Christian Vande Velde | Tejay van Garderen |
| 2012 | Christian Vande Velde | Tejay van Garderen    | Levi Leipheimer    |
| 2013 | Tejay van Garderen    | Mathias Frank         | Tom Danielson      |
| 2014 | Tejay van Garderen    | Tom Danielson         | Serghei Tvetcov    |
| 2015 | Rohan Dennis          | Brent Bookwalter      | Rob Britton        |